# 摩天楼ミュージアム
「摩天楼ミュージアム」（まてんろうミュージアム）はWinkの14枚目のシングルとして、1992年3月25日にポリスターより発売された。

## 解説
表題曲は、作詞を及川眠子、作曲を工藤崇、編曲を門倉聡が担当したWinkの楽曲。『ザテレビジョン』では、「WINKらしいノリのいいビートと哀愁に満ちたメロディーのナンバー」として紹介されている。
1992年3月4日よりフジテレビ系のクイズ番組『クイズ!年の差なんて』のエンディングテーマとして用いられた。
カップリング曲は「スカーレットの約束」。作詞・作曲・編曲は表題曲と同じである。
1992年3月25日に発売。オリコンチャートの週間ランキングでは、4月16日付の初登場4位を最高位とし、以後、100位以内には、5月25日付の95位まで、8週連続ランクインした。同チャートの年間ランキングでは、1992年度において売上14.188万枚により126位となっている。

## 収録曲
1. 摩天楼ミュージアム
2. スカーレットの約束

- いずれも、作詞：及川眠子、作曲：工藤崇、編曲：門倉聡

## 収録アルバム
- 摩天楼ミュージアム
  - Each side of screen
  - Raisonné
  - WINK MEMORIES 1988-1996

- スカーレットの約束
  - Back to front

## テレビ番組における歌唱
※ 在京キー局のテレビ番組の放送日は首都圏のもの。地方の系列局の放送日は異なる場合がある。
- 摩天楼ミュージアム

| 放送日 (曜日)               | 番組名                             | 放送局     | 衣装 | 備考 |
| --------------------------- | ---------------------------------- | ---------- | ---- | --- |
| 1992.03.20 (金)[注 2]       | MUSICパフェ[注 2]                  | 日本テレビ | Ａ   | |
| 1992.03.20 (金)[注 3]       | G-STAGE [注 3]                     | フジテレビ | Ａ   | |
| 1992.03.29 (日)[注 4]       | 歌謡びんびんハウス[注 4]           | テレビ朝日 | Ａ   | Winkは同番組の前回3月15日(日)放送分にも出演[注 5]。 |
| 1992.04.17 (金)[6]          | ミュージックステーション[6]        | テレビ朝日 | Ａ   | |
| 1992.05.29 (金)[注 6][注 7] | 夢の音楽舎[注 6][注 7]             | 日本テレビ | Ａ   | |
| 1992.06.15 (月)[7]          | Winkコンサートツアー'92[7]         | NHK BS2    | Ｂ   | 同番組は1992年4月5日(日)に中野サンプラザで開催された「Sapphire」コンサートを収録したもの。Winkはコンサート用の衣装を着用[8]。 1993年1月3日(日)に再放送[9]。 ライブビデオ『WINK '92 CONCERT SAPPHIRE』（ポリスター、1992年9月26日）に本曲歌唱部分も収録[注 8]。                                |
| 1992.12.22 (火)[注 9]       | Silent Night From Angels '92[注 9] | WOWOW      | Ｂ   | Winkはコンサート用の衣装を着用して出演。 1993年10月19日(火)に再放送[注 10]。 同番組はビデオ『La Soirée D'anges 〜天使たちの夜会〜』（ポリスター、1993年6月25日）として商品化。『Wink Performance Memories ～30th Limited Edition～』（ポリスター、2019年4月24日）のボーナス映像としても収録。 |
| 1993.12.24 (金)[10]         | アイドルオンステージ[10]           | NHK BS2    | Ｂ   | Winkはコンサート用の衣装を着用し、「淋しい熱帯魚」と本曲のメドレーを歌唱。同番組で「咲き誇れ愛しさよ」も歌唱。 |
| 1994.02.05 (土)[注 11]      | 雪まつりスペシャル'94[注 11]       | テレビ朝日 | Ｂ   | Winkは防寒用のコートを着用して本曲を歌い、同番組で「いつまでも好きでいたくて」、「Made In Love」、「淋しい熱帯魚」、「愛が止まらない」も歌唱。 |
| 1994.05.15 (日)[11]         | アイドルオンステージ[11]           | NHK BS2    | Ｂ   | Winkはコンサート用の衣装を着用し、「咲き誇れ愛しさよ」、「Cat-Walk Dancing」、「Sexy Music」、本曲のメドレーを歌唱。 |
- 「衣装」欄の記号：Ａ＝PVの衣装と同じ　Ｂ＝その他（「備考」欄参照）

## カバー
- 摩天楼ミュージアム
  - Yoo Yoo – 英語カバー。タイトルは「Museum In The Night」。Yoo YooによるWinkの楽曲の英語カバーアルバム『WINK COLLECTION』（ポリスター、1992年9月26日）に収録。